# Beloniscus albimarginatus
Beloniscus albimarginatus is een hooiwagen uit de familie Beloniscidae. De wetenschappelijke naam van Beloniscus albimarginatus gaat terug op Roewer.